# Устьє (Підосиновський район)
У́стьє (рос. Устье) — присілок у складі Підосиновського району Кіровської області, Росія. Входить до складу Підосиновського міського поселення.
Населення становить 13 осіб (2010, 17 у 2002).
Національний склад станом на 2002 рік — росіяни 94 %.